# Halvány kosarasmadár
A halvány kosarasmadár (Asthenes modesta) a madarak (Aves) osztályának verébalakúak (Passeriformes) rendjébe és a fazekasmadár-félék (Furnariidae) családjába tartozó faj.

## Rendszerezése
A fajt Thomas Campbell Eyton angol ornitológus írta le 1852-ben, Synallaxis nembe Synallaxis modestus néven. Egyes szervezetek a Siptornoides nembe sorolják Siptornoides modestus néven, az áthelyezés még nem terjedt el igazán.

## Alfajai
- Asthenes modesta australis Hellmayr, 1925
- Asthenes modesta cordobae Nores & Yzurieta, 1980
- Asthenes modesta hilereti (Oustalet, 1904)
- Asthenes modesta modesta (Eyton, 1851)
- Asthenes modesta navasi (Contreras, 1979)
- Asthenes modesta proxima (Chapman, 1921)
- Asthenes modesta rostrata (Berlepsch, 1901)
- Asthenes modesta serrana Nores, 1986[1]

## Előfordulása
Dél-Amerikában, Argentína, Bolívia, Chile és Peru területen honos. Természetes élőhelyei a szubtrópusi és trópusi füves puszták és cserjések, sziklás környezetben. Állandó, nem vonuló faj.

## Megjelenése
Testhossza 16 centiméter, testtömege 13–22 gramm.

## Életmódja
Ízeltlábúakkal táplálkozik.

## Természetvédelmi helyzete
Az elterjedési területe rendkívül nagy, egyedszáma viszont csökken, de még nem éri el a kritikus szintet. A Természetvédelmi Világszövetség Vörös listáján nem fenyegetett fajként szerepel.